# Ruotsinvesi
Ruotsinvesi är en fjärd i Finland. Den ligger i landskapet Egentliga Finland, i den sydvästra delen av landet, 210 km väster om huvudstaden Helsingfors.
Ruotsinvesi avgränsas av Korsaari i väster, Vähä-Ytter, Koikari och Rynkänen i norr, fastlandet i öster samt Iso Koiranluoto och Iso Pirkholma i söder. Den ansluter till Kaskistenaukko i nordväst och Velhovesi i norr.